# Ashford (Nueva York)
Ashford es un pueblo ubicado en el condado de Cattaraugus en el estado estadounidense de Nueva York. En el año 2000 tenía una población de 2223 habitantes y una densidad poblacional de 16.7 personas por km².

## Geografía
Ashford se encuentra ubicado en las coordenadas 42°26′47″N 78°39′10″O / 42.44639, -78.65278.

## Demografía
Según la Oficina del Censo en 2000 los ingresos medios por hogar en la localidad eran de $41 313, y los ingresos medios por familia eran $44 509. Los hombres tenían unos ingresos medios de $32 392 frente a los $21 500 para las mujeres. La renta per cápita para la localidad era de $19 136. Alrededor del 6.3% de la población estaban por debajo del umbral de pobreza.